# Hipònim
La semàntica denomina hipònim (del grec: υπονύμιον, que literalment vol dir 'pocs noms') als mots que tenen tots els trets semàntics, o semes, d'un altre més general, el seu hiperònim, però que afegeix a la seva definició altres trets semàntics que el diferencien del segon.
Per exemple, descapotable és hipònim de cotxe, ja que comparteix amb ell tots els seus trets mínims, és a dir [+vehicle], [+amb motor], [+petita mida], etcètera, però afegeix a aquests el tret [+sense capota]. Qualsevol altre hipònim de cotxe serà cohipònim amb descapotable. Un altre exemple: Els verbs recórrer i impugnar de vegades es fan servir com a sinònims, però jurídicament tenen significats diferenciats. El significat dels substantius corresponents, recurs i impugnació, ho evidencia.
Conèixer molts hipònims d'un terme sovint vol dir dominar el vocabulari especialitzat d'aquell sector, sigui professional, una varietat juvenil o el camp semàntic propi d'una afecció. Permet ser més precís en la tria lèxica i fugir dels mots bagul o comodí.
No s'ha de confondre un hipònim amb un merònim que designa una paraula que és part d'una altra (per exemple copa és una part de l'arbre però no el seu hipònim, que seria alzina).

## Termes relacionats
- Sinònim
- Hiperònim